# Lachneophysis rougeoti
Lachneophysis rougeoti là một loài bọ cánh cứng trong họ Cerambycidae.